# Ypthima neobilia
Ypthima neobilia är en fjärilsart som beskrevs av Siuiti Murayama 1980. Ypthima neobilia ingår i släktet Ypthima och familjen praktfjärilar. Inga underarter finns listade i Catalogue of Life.